# Tomașivka, Nedrîhailiv
Tomașivka (în ucraineană Томашівка) este localitatea de reședință a comunei Tomașivka din raionul Nedrîhailiv, regiunea Sumî, Ucraina.

## Demografie
Componența lingvistică a localității Tomașivka
     Ucraineană (98,51%)
     Rusă (1,2%)
     Alte limbi (0,3%)
Conform recensământului din 2001, majoritatea populației localității Tomașivka era vorbitoare de ucraineană (98,51%), existând în minoritate și vorbitori de rusă (1,2%).